# Marcelino Martín Blas
Marcelino Martín Blas és un comissari i cap de la Unitat d’Afers Interns de la Policia Nacional entre 2012 i 2015, coincidint amb l'Operació Catalunya.
Va ser un dels homes forts d'Eugenio Pino mentre aquest era director adjunt operatiu de la Policia Nacional d'Espanya. Va dirigir la unitat policial més secreta de la policia fins que Fernández Díaz el va destituir. Va tenir una disputa oberta amb Villarejo, que el considerava un home del CNI. Va viatjar a Barcelona amb Olivera el 2012 per intentar convèncer els fiscals Bermejo i Sánchez Ulled de reactivar la investigació del cas Millet, amb un esborrany d'informe apòcrif, i escorcollar la seu de CDC. Després de no aconseguir-ho es va filtrar l'esborrany, basat en informació treta d'internet. Va admetre públicament que l'operació Catalunya va existir.
El 2015, va ser destituït com a cap de la Unitat d’Afers Interns després de conflictes interns amb altres figures del Ministeri de l’Interior, especialment amb José Manuel Villarejo. Martín Blas va acabar enfrontat amb Villarejo, a qui va acusar de diverses irregularitats. Aquesta rivalitat va fer que Martín Blas es convertís en un testimoni clau en casos posteriors com el Cas Kitchen, una investigació que involucrava l'excomissari José Villarejo, Eugenio Pino i l'antic conductor de Luis Bárcenas.